# Wassermühle Deelbrügge

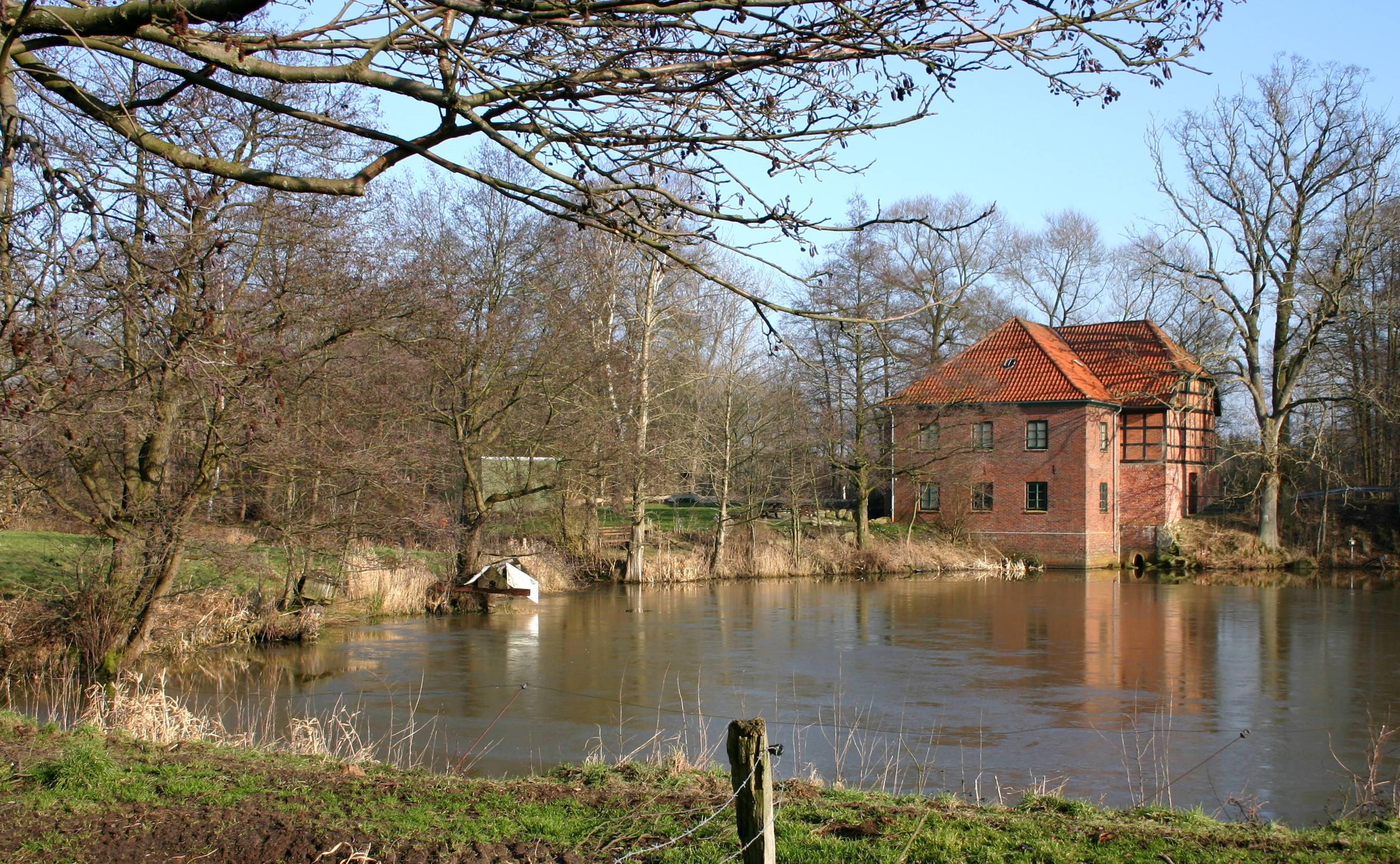
Wassermühle Deelbrügge mit Mühlenteich

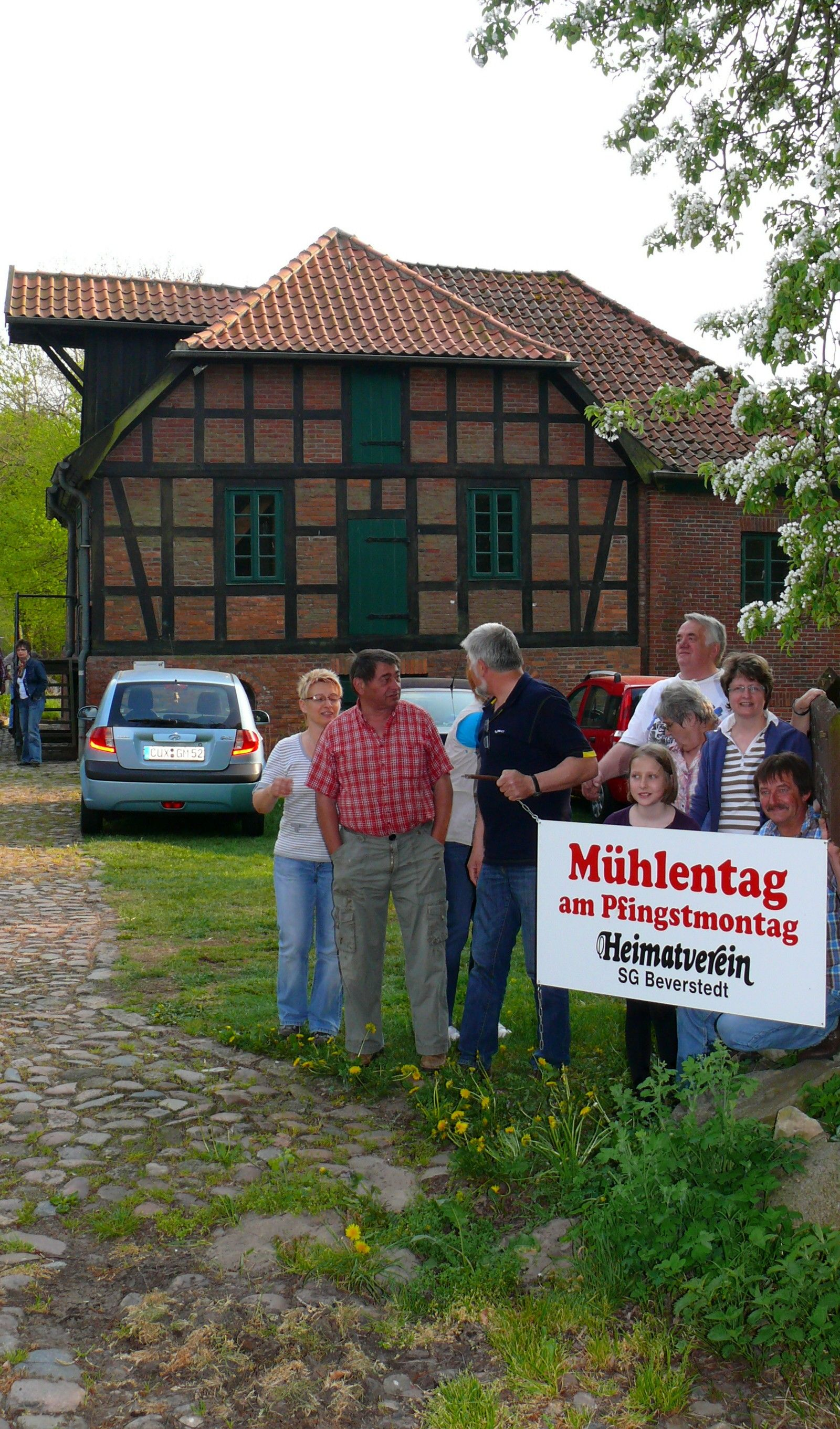
Die Wassermühle am Mühlentag 2013

Die Wassermühle Deelbrügge liegt an der Kreuzung der Lune mit der Landstraße von Beverstedt nach Stubben im Ortsteil Deelbrügge. Sie wurde erstmals im „Vörder Register“ des damaligen Erzbischofs Johann Rohde aus Bremen um 1500 erwähnt.

## Geographie

Verlauf der Lune

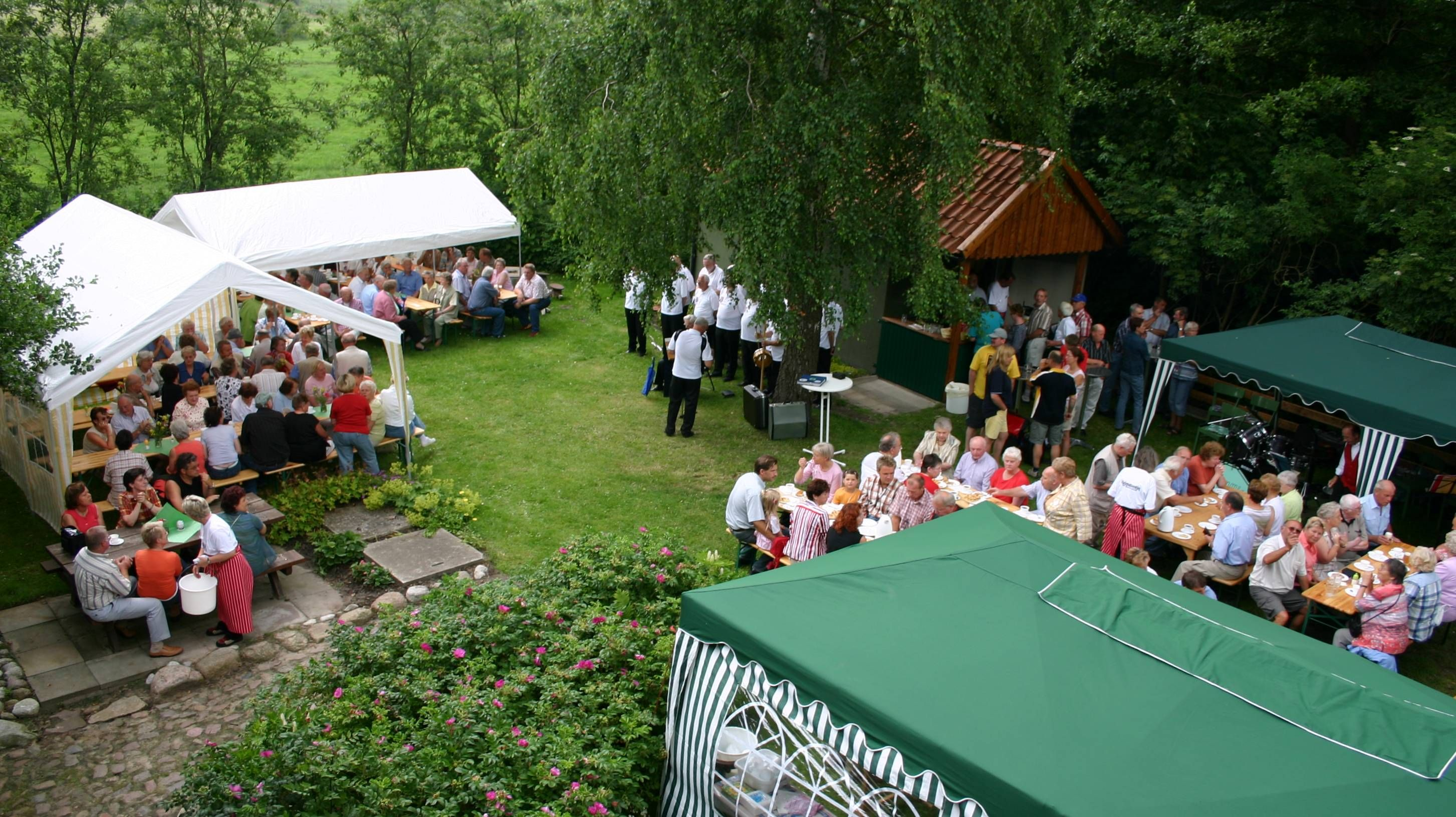
Aktivitäten des Heimatvereins Beverstedt an der Wassermühle

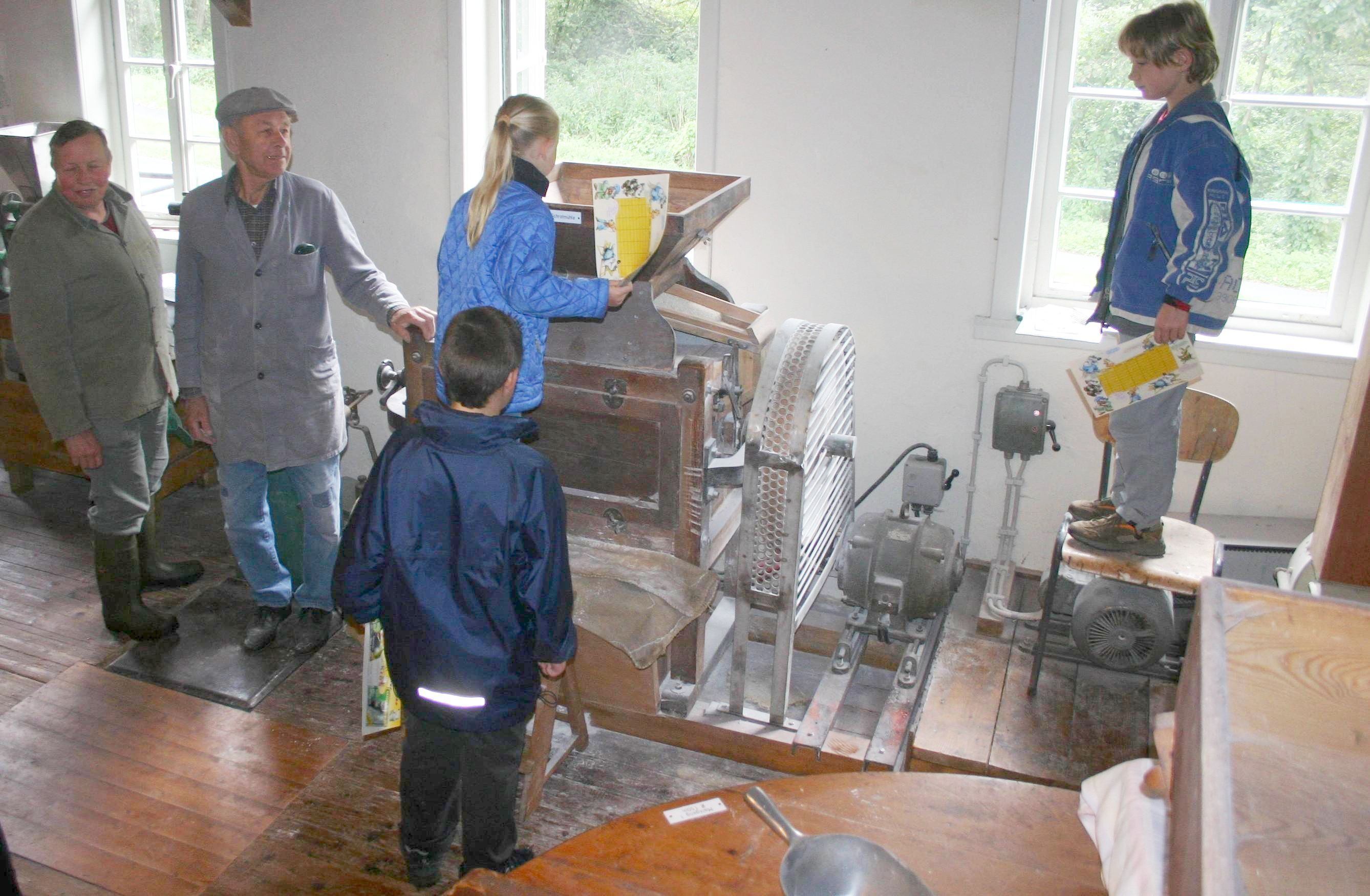
In der Mühle Deelbrügge ist auf einigen Mühlen noch Mahlen möglich

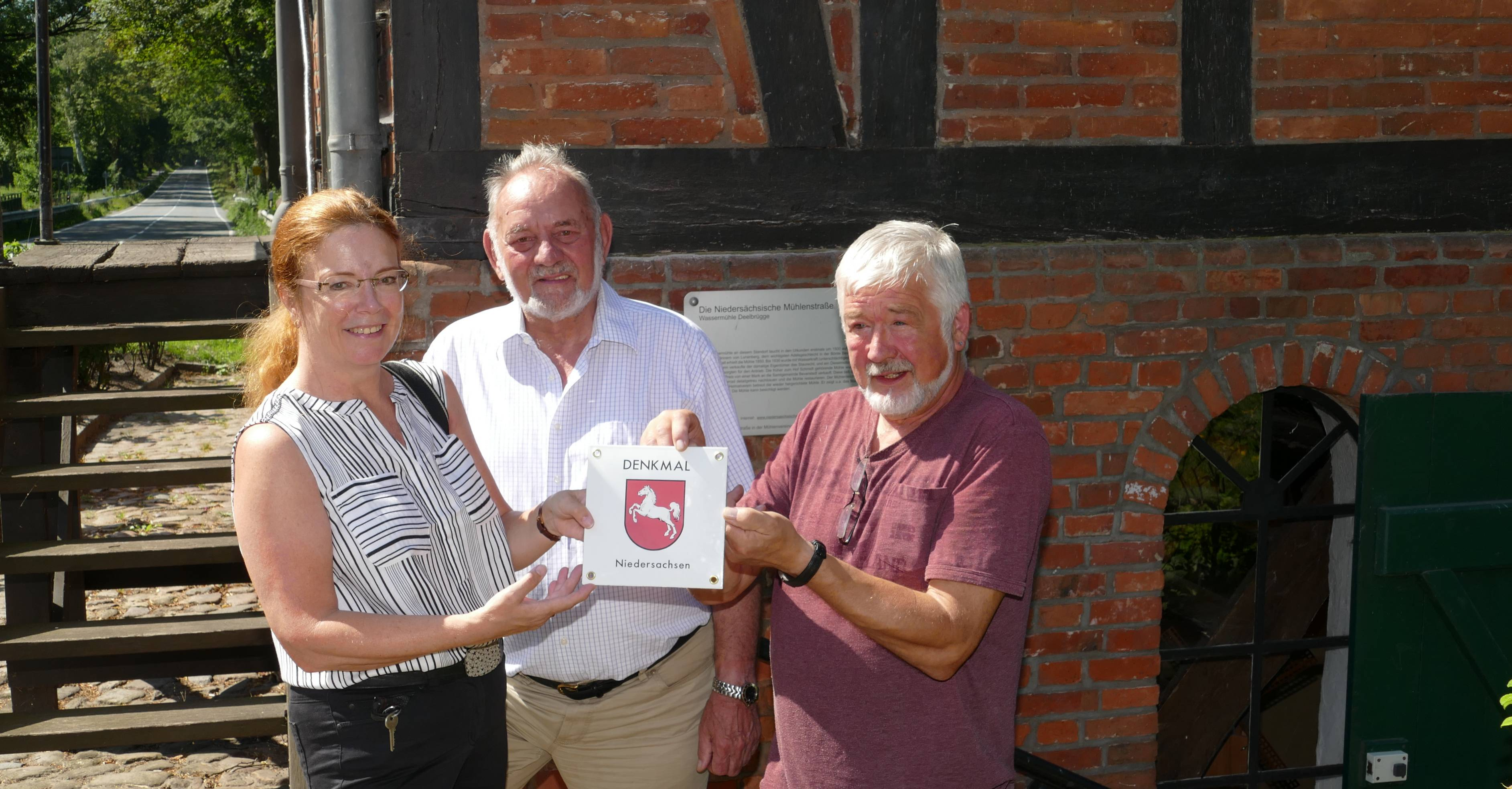
Die Wassermühle Deelbrügge wird Baudenkmal im Landkreis Cuxhaven

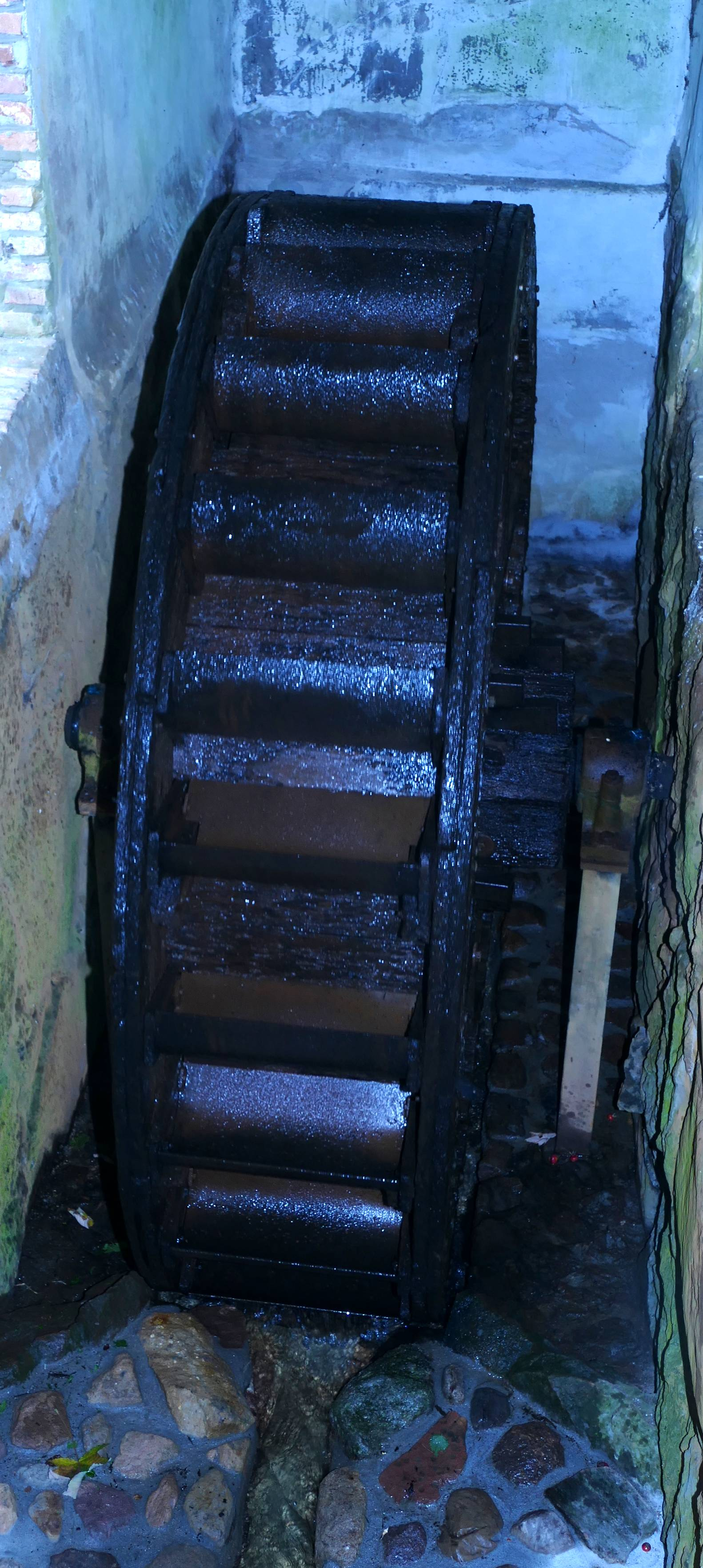
Das Mühlrad der Wassermühle

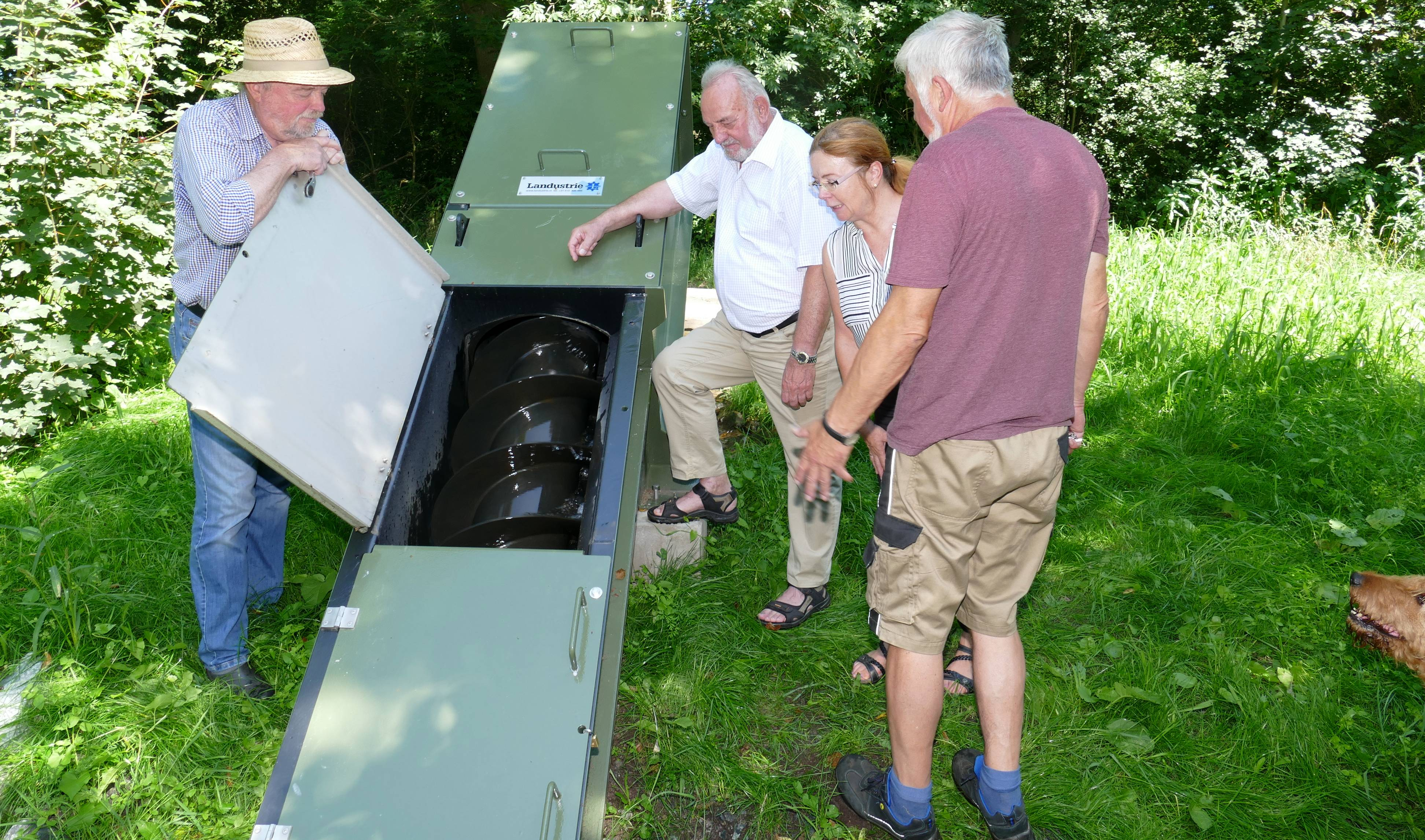
Das Lunewasser wird mit einer Förderschnecke 1,50 Meter hochgepumpt auf das Niveau des Wasserrades

Auf einer Strecke von 6 km gibt es zwischen Stemmermühlen über Beverstedtermühlen bis Deelbrügge drei Wassermühlen, was ein Beleg für den Wasserreichtum der Lune ist. Zwischen dem Flecken Beverstedt und der Ortschaft Stubben überquert die Landstraße die Lune. Deelbrügge ist vor allem der Hof Schmidt in der Kurve. Der Bauer war bis 1991 auch der Besitzer der Wassermühle und des daran liegenden Mühlenteiches. Die Mühle hat ein unterschlächtiges Wasserrad, bei dem das Wasserrad mit den Schaufeln an der Unterseite in das Wasser eintaucht. Sie wurde nicht von der Lune direkt angetrieben, sondern von einem Nebenarm, dessen Wasserstand besser reguliert werden konnte. Nach dem Durchfließen des Wassers fiel es in den Mühlenteich. Heute ist der Wasserstand nicht so hoch, dass ein Betrieb mit Wasser möglich ist. Seit 1948 wird die Mühle mit Strom betrieben. Bis 1950 war sie in Betrieb.

## Geschichte
Im Vörder Register heißt es: „Bei Beverstedt liegt eine Mühle an dem Strom, an dem auch die Beverstedter Mühle liegt und heißt Tho der Deethbrugge. Sie gehört den Burgmännern von Lunenberge.“ Der Name Deelbrügge hat wohl nichts mit einer Brücke zu tun. In einer alten Beverstedter Schulchronik wird er erklärt als „Deele im Bruch“ – „Teile im Bruch“, also Kulturland im Niederungsgebiet. Eine andere Deutung ist: deel= feucht und brügge=Bruch, Sumpf (nach H. Bahlow)

„Der engere Raum um den heutigen Hof ist ja ein uraltes Siedlungsgebiet. Das beweisen uns die dort gemachten vorgeschichtlichen Funde. ... Auf dem höchsten Punkt des kleinen Höhenrücken jenseits der Lune befanden sich drei bronzezeitliche Grabhügel und in Richtung Adelstedt ein Großsteingrab der Jüngeren Steinzeit.“

Den Mühlenzwang übten für die 195 Bauern, die an diese Grundherren bemeiert waren, die Grundherren von Altluneberg aus. Die Bauern waren verpflichtet, ihr Korn in der Deelbrügger herrschaftlichen Mühle mahlen zu lassen. Der Heerstedter Mühlenweg weist noch darauf hin, dass hier die Heerstedter mit ihrem Getreide nach Deelbrügge gefahren sind.
1984 wurde die Mühle von Dr. Meyer-Brunck, einem Mühlenspezialisten der Fachhochschule Nordniedersachsen in Buxtehude als erhaltungswürdig eingestuft. Der Eigentümer (Lüke Schmidt), der Heimatpfleger (Hans Mindermann), der Landkreis Cuxhaven, der Heimatverein Beverstedt und die Samtgemeinde Beverstedt vereinten sich im Bemühen, die Mühle zu erhalten. Im April 1991 wurde die, inzwischen denkmalgeschützte, Wassermühle Deelbrügge in einem Grundstück von 1300 m2 für den symbolischen Wert von 1 DM an die Kommune verkauft, die sich verpflichtete, das Kulturdenkmal in Stand zu setzen und der Öffentlichkeit zugänglich zu halten.
1904 war ein Müllerhaus an das Mühlengebäude angebaut worden. Es wurde abgerissen. Das 1850 erbaute eigentliche Mühlenhaus und das 1934 angebaute Maschinenhaus blieben stehen.
Am 1./2. Juli 1995 wurde die für mehr als 400.000 DM restaurierte Wassermühle der Öffentlichkeit übergeben. Der Dachstuhl war ausgebessert worden, das Fachwerk konserviert, die Gefache neu ausgemauert sowie Fenster und Türen erneuert. Die Gelder dafür kamen von der EG, dem Landkreis Cuxhaven, dem Mühlenrat sowie der Volksbank. Im Maschinenhaus wurde vom Öko-Lunekring für 20.000 DM aus einer Einzelspende ein Natureum eingerichtet, das die Tier- und Pflanzenwelt der Luneniederung, auch Geest, Moor und Heide darstellt.
Am 3. Juni 2019 wurde nach jahrelangem Stillstand des Wasserrades eine neue Anlage der Öffentlichkeit übergeben. Aus der Lune wird durch eine Pumpe in Form einer Archimedischen Schraube Wasser über 1,50 Meter gehoben und fließt in einen Bach weiter bis zur Mühle. Das Mühlenrad kann wieder mit Wasserkraft der Lune betrieben werden. Danach fließt es durch den Mühlenteich und verbessert die Ökologie dieses stehenden Gewässers. Entlang des Baches wachsen Sträucher wie Weißdorn und Vogelbeere. Außerdem wurde zwischen Lune und dem Bach zur Mühle eine Streuobstwiese mit Apfel-, Birnen- und Zwetschgenbäumen angelegt. Das ganze Projekt hat 300.000 Euro gekostet, die mit EU-Geldern, Landesmitteln, und von der Naturschutzstiftung des Landkreises Cuxhaven sowie einem Anteil des Heimatvereins Beverstedt bestritten werden.

„Neben Ottern, Teichfledermäusen und Bitterlingen sollen auch Insekten und Amphibien zusätzliche, wertvolle Lebensräume entlang des offenen Gerinnes, des Teiches und des Altarmes erhalten.“

### Ereignisse über die Jahrhunderte
(nach Giesela Tiedemann, siehe Literatur)
- um 1500 erste urkundliche Erwähnung im Vörder Register
- 1524 Die Brüder Christoffer und Sebastian de Bicker (genannt von Luneberg) verkauften die Mühle an den Vikar der Kirche St. Ansgar in Bremen
- 1534 Johann Ahrendes wurde der Müller in Deelbrügge
- 1664 Lüder Ahrens ist der neue Müller
- 1806 Claus Döscher übernahm die Mühle
- 1816 Döscher kauft die Elfershuder Wassermühle an und legt sie aus Konkurrenzgründen still
- 1833 Marie Döscher führte nach dem Tod ihres Sohnes den Hof und die Mühle weiter und löst sie ab
- 1848 Johann Christian Döscher unterstützt die Straßenführung an der Mühle vorbei mit Geld und Material
- 1863 Johann Friedrich Müller, Rittergutsbesitzer aus Freschluneberg kauft die Mühle für seinen Sohn
- 1903 Verkauf an Familie Börger nach dem Tod Müllers, Anbau eines Wohnhauses am Mühlengebäude
- 1927 Ankauf der Mühle durch den Kaufmann Reinhard Schmidt aus Bremen
- 1936 Die Wasserstaurechte werden an den "Wasserverband Mittlere Lune" verkauft und die Mühle mit einem Generator betrieben.
- 1992 Übergabe der Mühle durch Lüke Schmidt an die Samtgemeinde Beverstedt
- 2019 Renaturierung des Verlaufs der Lune und Anschluss des Wasserrades über einen neuen Nebenarm der Lune[7]
- 2019 Die Wassermühle wird Baudenkmal im Landkreis Cuxhaven.

### Einfluss der Einweihung der Geestebahn
Am 23. Januar 1862 wurde die Geestebahn von Bremen nach Geestemünde eröffnet – mit dem für den Beverstedter Raum zuständigen Bahnhof in Stubben.
Döscher drohte, anderenfalls seinen Mühlenhof zu verkaufen. Diese Drohung machte er nach Ablehnung seines Antrags wahr, verkaufte den Mühlenhof an den Rittergutsbesitzer Müller in Freschluneberg und "zog als wohlhabender Mann nach Beverstedt". Auch der neue Besitzer konnte die Unterhaltung der Brücken nicht abwälzen. Außerdem bekam er Konkurrenz durch Windmühlen: 1858/59 in Bokel, 1864 in Appeln und 1867 in Heerstedt.

## Aktivitäten am Denkmal
Die Mühlengruppe des Heimatvereins Beverstedt hat sich der Traditionspflege und der Instandhaltung der Wassermühle Deelbrügge angenommen. Der Wasserantrieb wieder hergestellt und der Mühlenbach so gestaltet, dass wieder Mahlen mit Wasserkraft möglich ist.
Derzeit kann die Funktion der Mahlwerke und der Reinigungsgeräte für das Getreide gezeigt werden – mit elektrischer Kraft und von Hand oder mit Wasserantrieb von der Lune her. Das geschieht vor allem an den beiden wichtigen Tagen: dem Mühlentag am zweiten Pfingsttag eines jeden Jahres und dem „Tag des offenen Denkmals“ am zweiten Sonntag im September. Gruppenführungen können jederzeit beim Heimatverein angemeldet werden.